# Billy Milano

Billy Milano mit M.O.D. beim Metalfest Loreley 2014

Billy Milano (geboren 3. Juni 1964) ist ein US-amerikanischer Musiker aus New York City. Er wurde vor allem durch S.O.D. und M.O.D. bekannt.

## Werdegang
Milanos Musikerkarriere begann bei der Punk-Band Psychos, wo er die Nachfolge von Roger Miret antrat und den Bass spielte. Er ist auf dem 1984er Demo, der einzigen Veröffentlichung der Gruppe, zu hören. Nebenbei arbeitete er als Roadie für Anthrax. Als Songwriter beteiligte er sich am Crossover-Album Cause for Alarm von Agnostic Front. Er schrieb für sie das Lied Bomber Zee.
Mit Scott Ian und Charlie Benante von Anthrax und dem Ex-Mitglied Dan Lilker (später Nuclear Assault) gründete er das häufig S.O.D. abgekürzte Spaßprojekt Stormtroopers of Death. Nach dem großen Erfolg des Debütalbums gründete er als Nachfolgeprojekt M.O.D., mit dem er insgesamt acht Alben ab 1987 veröffentlichte.
Mitte der 1990er fungierte Milano als Manager und Produzent des Crossover-Projekts Rhythm Trip. Zu Beginn der 1998er Reunion von Agnostic Front fungierte er einige Zeit ebenso als deren Manager und co-produzierte auch das 1998er Album Something's Gotta Give.
Milano war an beiden S.O.D.-Reunions (1997, 2007) beteiligt. 2008 verkündete er allerdings, nie wieder mit S.O.D. arbeiten zu wollen. Er begründete dies mit Differenzen zwischen den übrigen Mitgliedern und ihm. Auch M.O.D. legte er für unbestimmte Zeit auf Eis. Ein letztes Konzert fand am 30. Januar 2009 in Austin (Texas), wo Milano seit einiger Zeit lebt, statt. Er stieg anschließend bei Enough About the King ein und kümmerte sich darüber hinaus um ein Spoken-Word- und Comedy-Projekt.
Seit 2012 ist Milano erneut mit Dan Lilker und zwei weiteren Musikern in der Band United Forces aktiv.

## Diskografie
- siehe Stormtroopers of Death#Diskografie und M.O.D.#Diskografie

### Als Produzent
- 1998: Agnostic Front: Something’s Gotta Give

### Gastbeiträge
- 1994: Channel Zero: Unsafe
- 1998: Agnostic Front: Puro Des Madre (Single, als Toningenieur)
- 1998: Korzus:  KZS
- 1999: Agnostic Front: Riot, Riot, Upstart
- 2001: Vanilla Ice: Bi-Polar
- 2005: Soulfly: Dark Ages